# The Circle School
The Circle School ist eine Demokratische Schule  in Harrisburg, Pennsylvania. Sie wurde 1984 gegründet und orientiert sich am  Sudbury-Modell, welches von der Sudbury Valley School in Framingham, Massachusetts entwickelt wurde.  Sie ist eine von drei Sudbury-Schulen in Pennsylvania und eine der ältesten der Welt. Die Schule ist eine Ganztagsschule und geht von der Vorschule bis zur Highschool. Sie hat ungefähr 80 Schüler und sechs Vollzeitmitarbeiter.

## Pädagogisches Konzept
Durch die Orientierung am Sudbury-Modell weist The Circle School zwei charakteristische Merkmale auf. Erstens dürfen die Schüler ihre Zeit frei einteilen und selbstbestimmt mit jeder Aktivität verbringen, die sie wünschen (Lesen, Videospiele spielen, auf Bäume klettern, sich unterhalten, lernen, Cembalo spielen usw.). Die einzigen an sie gestellten  Anforderungen sind, dass sie die Regeln befolgen und jeden Tag einen Putzdienst übernehmen (die Schule hat kein externes Reinigungspersonal). Es gibt weder Noten noch Prüfungen. Die Idee ist, dass alle Aktivitäten, an denen die Schüler teilnehmen, von ihnen durchgeführt werden, weil sie dies wünschen, also intrinsisch dazu motiviert sind. Das zweite entscheidende Merkmal ist, dass die Schule demokratisch geführt wird. Alle „alltäglichen“ Angelegenheiten der Schule werden von einem demokratischen Gremium, der Schulversammlung  geregelt, in der Schüler und Lehrer das gleiche Stimmrecht haben. Dort werden Entscheidungen in Bezug auf die Erstellung, Aufhebung oder Änderung von Regeln, alle Aspekte der Schulverwaltung, die Aufnahme und den Ausschluss von Schülern usw. getroffen. Da es mehr Schüler als Mitarbeiter (Lehrer) gibt, haben die Schüler die größere Entscheidungsmacht. Den Mitarbeitern obliegt der größte Teil der Verwaltungsaufgaben. Dieses Bildungsmodell stößt auf große Skepsis, da es sich stark von den üblichen Lehrmethoden unterscheidet.
Die Schule hat ein eigenes Tonstudio.

## Geschichte
The Circle School wurde 1984 von Beth Stone, Jim Rietmulder und Sue Narten gegründet. Zu ihnen gesellte sich bald dee Holland-Vogt. Die Schule wurde nicht als Demokratische Schule gegründet, sondern als innovative Vor- und Grundschule. 1997 wurde The Circle School um eine Highschool erweitert.
2017 ist die Schule an ihren derzeitigen Standort umgezogen, ein neues 800 Quadratmeter großes Gebäude auf einem drei Hektar großen Campus.